# Fürged
Fürged là một thị trấn thuộc hạt Tolna, Hungary. Thị trấn này có diện tích 26,76 km², dân số năm 2010 là 701 người, mật độ 26 người/km².